# Куриво, Себастьен
Себастье́н Куриво́ (фр. Sébastien Courivaud; 28 июля 1968, Шампиньи-сюр-Марн, департамент Валь-де-Марн, Франция) — французский актёр, известный благодаря роли в сериале «Элен и ребята» (фр. Hélène et les garçons).

## Биография
Родился в Шампиньи-сюр-Марне, департамент Валь-де-Марн. Будучи человеком из творческой семьи, неудивительно, что Себастьен захотел стать актёром. Мама у него художница, папа — певец в хоре, одна бабушка — виолончелистка, другая — пианистка. С десяти лет он играл на пианино, но потом предпочёл театр. После выпускных экзаменов Себастьен отправился в Сан-Франциско, там окончил образование, посещая курсы драматического искусства.
В 2004—2006 был женат на Виржини Карен, исполнявшей роль Алины в сериале «Элен и ребята» и Жюли в «Школе страстей». В 2001 у них родилась дочь Луна.

## Увлечения
Хобби Себастьена по его словам — фортепьяно и фотография. Любимое времяпровождение — путешествия. Любимое блюдо — салат из чечевицы. Умеет готовить. Любит читать (из русской литературы читал Достоевского и Станиславского). Из городов предпочитает Париж .

## Фильмография
- 1992—1994: Элен и ребята (фр. Hélène et les garçons) (ТВ-сериал) — Себастьен
- 1994—1996: Грёзы любви (фр. Le Miracle de l'amour) (ТВ-сериал) — Себастьен
- 1996: Школа страстей (L'École des passions), ТВ-сериал — Реми Ферран
- 1997: Студия артистов (Studio des artistes), ТВ-сериал — Реми Ферран
- 2003—2004: Каникулы любви (фр. Les Vacances de l'amour), ТВ-сериал — в двух сериях (119 и 150) во флешбэках из «Элен и ребят» — Себастьен
- 2005—2008: SOS 18, ТВ-сериал (в титрах как Себастьен Марко)
- 2008: Смертоносные истины (Vérités assassines), ТВ-сериал (в титрах как Себастьен Марко)
- 2008—2009: Второй шанс (Seconde chance), ТВ-сериал — Марк Броман
- 2010: Ребенок в мои 40 лет (Un bébé pour mes 40 ans), телефильм — Себастьен
- 2013: Тайны любви (Les Mystères de l'amour) ТВ-сериал — (25 и 26 серии 3-го сезона) — Себастьен